# A. Linwood Holton

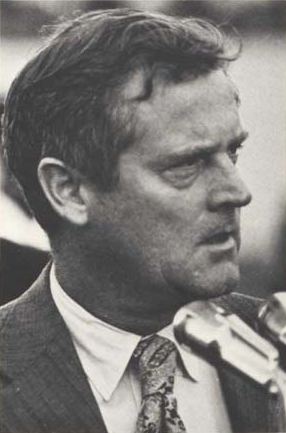
Linwood Holton (1971)

Abner Linwood Holton Jr. (* 21. September 1923 in Big Stone Gap, Wise County, Virginia; † 28. Oktober 2021 in Kilmarnock, Virginia) war ein US-amerikanischer Politiker. Er war von 1970 bis 1974 Gouverneur des Bundesstaates Virginia.

## Leben
Linwood Holton besuchte bis 1944 die Washington and Lee University. Danach studierte er bis 1949 an der juristischen Fakultät der Harvard University Jura. Während des Zweiten Weltkriegs war er in der US-Marine bei den U-Booten eingesetzt. Später gehörte er der Reserve der Marine an.
Holton wurde Mitglied der Republikanischen Partei und des Parteivorstands in Virginia. In den Jahren 1960 und 1968 war er Delegierter auf den Republican National Conventions, bei denen jeweils Richard Nixon als Präsidentschaftskandidat der Partei nominiert wurde. Holton war nicht begeistert von den Parteiübertritten einiger unzufriedener Demokraten. Darunter war auch Mills E. Godwin, der sowohl sein Vorgänger als auch sein Nachfolger als Gouverneur werden sollte. Godwin hatte Holton bei der Gouverneurswahl 1965 geschlagen.
Im Jahr 1969 wurde Holton zum neuen Gouverneur seines Staates gewählt. Er war damit der erste republikanische Gouverneur Virginias seit Gilbert Carlton Walker, der zwischen 1869 und 1874 amtiert hatte. Holton trat sein Amt am 17. Januar 1970 an. Seine vierjährige Amtszeit in Virginia verlief relativ ruhig; sie war aber bundespolitisch von den Ereignissen der Watergate-Affäre überschattet. Holton war Mitglied mehrerer Gouverneursvereinigungen.
Nach dem Ende seiner Gouverneurszeit arbeitete Holton als Rechtsanwalt bei der Kanzlei Hogan and Hartson in Washington. Im Jahr 1978 bewarb er sich erfolglos um die Nominierung seiner Partei für einen Sitz im US-Senat. In späteren Jahren entfremdete er sich von seiner Partei, die einen immer konservativeren Kurs einschlug. Aus diesem Grund hat er bei verschiedenen Wahlen einige Kandidaten der Demokratischen Partei unterstützt.
Linwood Holton hatte mit seiner Frau Virginia Harrison Rogers vier Kinder, darunter Anne, die Ehefrau des demokratischen US-Senators Tim Kaine, der Vizepräsidentschaftskandidat seiner Partei 2016 war.